# Norra Hällsjön, Dalarna
Norra Hällsjön är en sjö i Vansbro kommun i Dalarna och ingår i Dalälvens huvudavrinningsområde. Sjön har en area på 0,275 kvadratkilometer och ligger 286,2 meter över havet. Sjön avvattnas av vattendraget Gruckån.

## Delavrinningsområde
Norra Hällsjön ingår i det delavrinningsområde (671661-140417) som SMHI kallar för Inloppet i Acktjärnen. Medelhöjden är 313 meter över havet och ytan är 6,71 kvadratkilometer. Räknas de 3 avrinningsområdena uppströms in blir den ackumulerade arean 34,16 kvadratkilometer. Gruckån som avvattnar avrinningsområdet har biflödesordning 3, vilket innebär att vattnet flödar genom totalt 3 vattendrag innan det når havet efter 337 kilometer. Avrinningsområdet består mestadels av skog (63 procent) och sankmarker (15 procent). Avrinningsområdet har 0,52 kvadratkilometer vattenytor vilket ger det en sjöprocent på 7,7 procent.